# Palazzo Borromeo (Isola Bella)
Il palazzo Borromeo è un edificio seicentesco sito nell'Isola Bella, sul Lago Maggiore (comune di Stresa, provincia del Verbano-Cusio-Ossola), i cui giardini si estendono fino alla punta meridionale dell'isolotto. Appartiene tuttora alla famiglia Borromeo.

## Storia

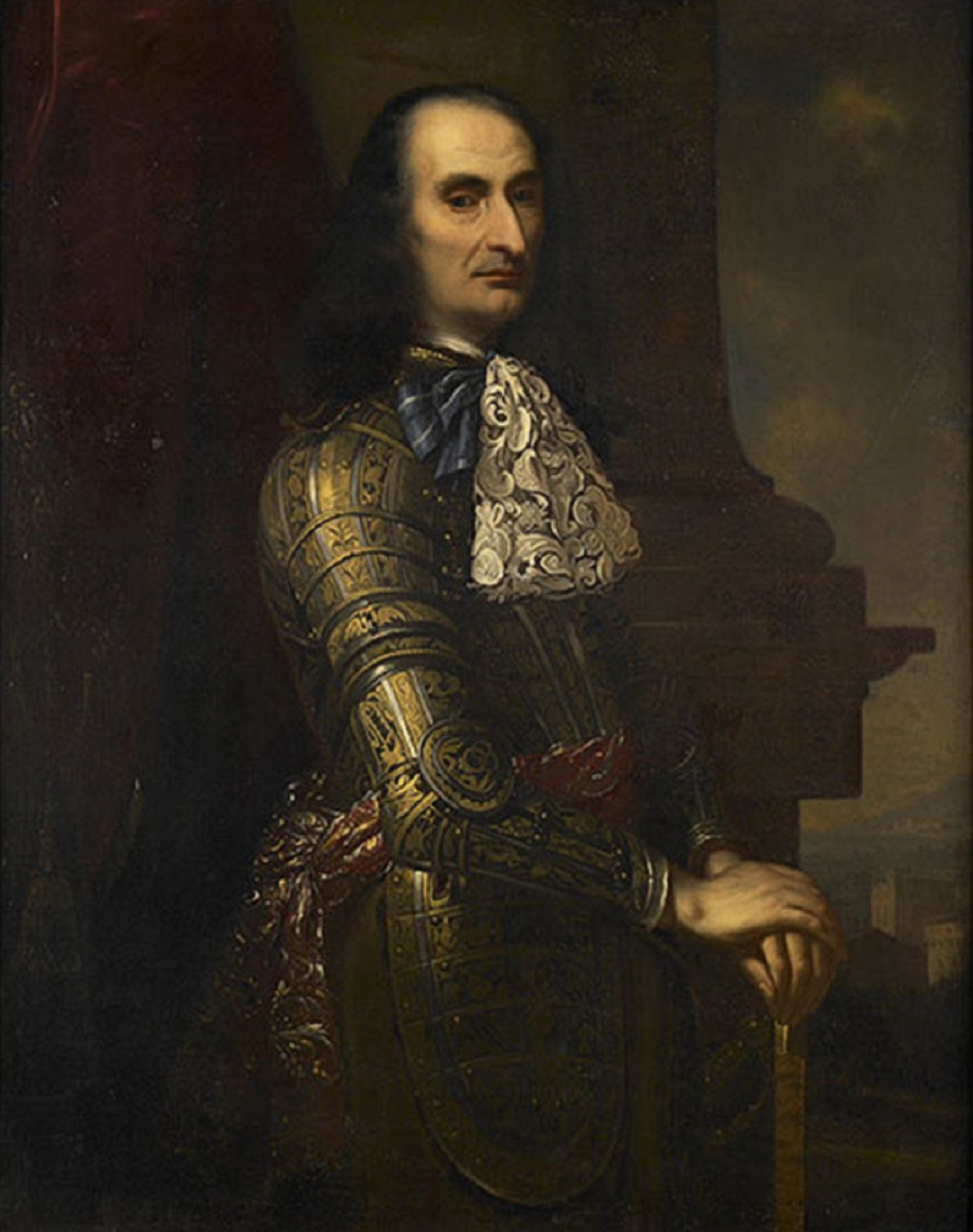
Vitaliano VI Borromeo completò il palazzo iniziato dal padre e avviò l'Isola Bella al suo attuale splendore

Alcuni terreni furono acquistati sull'Isola Bella (allora detta "Isola inferiore") da Giulio Cesare Borromeo, zio di San Carlo, nel Cinquecento, il quale era già proprietario della vicina Isola Madre (acquistata nel 1501 da suo padre). All'epoca l'isola era abitata solo da poche case di pescatori con due piccole chiese e qualche orto.
Fu il conte Carlo III Borromeo a dare all'isola il nome della propria moglie, Isabella d'Adda, da cui Isola Isabella e poi Isola Bella. Egli acquistò ulteriori terreni sul sito sino a divenire proprietario dell'intera isola ed avviò quindi la costruzione del palazzo a partire dal 1632. Contemporaneamente, tra il 1631 e il 1634, a opera dell'architetto Giovanni Angelo Crivelli, fu creato l'impianto generale dei giardini, con l'idea di dare all'isola la forma scenografica di una nave. Per realizzare i terrazzamenti di terra necessari alla crescita di erba e piante per il parco, fu trasportata con delle barche una grande quantità di terra dalla riva, di modo da coprire il suolo roccioso di cui era costituita l'isola. Sul lato ovest venne eretta la "torre della Noria", sede nascosta degli impianti idraulici necessari per l'irrigazione. Il giardino ospitava aranci, limoni, bossi e cipressi, a cui si mescolavano coltivazioni di piante utili.
Verso la metà del secolo, i lavori subirono una battuta d'arresto a causa dell'epidemia di peste che investì l'intero ducato di Milano, ma tra il 1652 ed il 1690 ripresero grazie all'intraprendenza del figlio di Carlo III, Vitaliano VI, il quale con l'appoggio del fratello, il cardinale Giberto Borromeo, completò la struttura, con decorazioni in pietra: balaustre, statue, obelischi, vasi. I lavori nel palazzo furono seguiti anche da altri rinomati architetti dell'epoca come Francesco Maria Richini e Carlo Fontana. Al piano terra una serie di stanze aperte verso il giardino furono decorate a grotta.

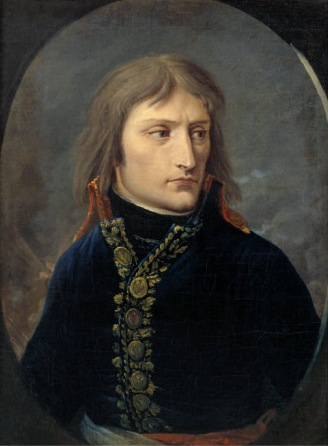
Napoleone Bonaparte soggiornò all'Isola Bella nel 1797 dopo la sua Campagna d'Italia

Nel giardino si rinunciò alla costruzione del "Casino" centrale che era stato progettato e venne abbattuto l'oratorio di San Rocco, edificando al suo posto un sistema di camere sotterranee. Nel 1675 per risolvere il mancato allineamento assiale tra il palazzo e il giardino venne realizzato l'"atrio di Diana", con due scalinate curve appena sfalsate.
Il conte Giberto V Borromeo (1751–1837) ospitò, nel 1797, Napoleone con la moglie Josephine de Beauharnais oltre alla principessa del Galles, Carolina Amalia di Brunswick. Quest'ultima vi soggiornò due volte: nel 1797, alla prima campagna d'Italia di Napoleone, e vi tornò poi, innamorata del luogo, nel 1805.
Con Vitaliano IX (1792–1874), esperto di botanica, furono introdotte nei giardini specie di piante esotiche, serre e un nuovo sistema di pompaggio dell'acqua.
Il palazzo venne completato dal principe Vitaliano X (1892–1982) che terminò la facciata nord e il molo collegato e realizzò il grande salone sulla base del progetto originario.
Dall'11 al 14 aprile 1935 il Palazzo fu la sede della conferenza di Stresa, incontro fra Benito Mussolini, Pierre Laval e Ramsay MacDonald volto a mantenere l'ordine politico a fronte dell'Anschluss tedesco. Questi rappresentanti di stato si riunirono nella sala della Musica e giunsero a stabilire i cosiddetti "accordi di Stresa".

## Descrizione

### Palazzo
Il palazzo, caratterizzato da una pianta a T, sorge all'estremità nord dell'isola, dominata dalla facciata lunga 80 m lineari, con al centro la sporgenza curvilinea del salone d'onore, sviluppato su due piani e coperto da un tetto a cupola.
La cappella del palazzo, anch'essa al piano terreno, custodisce oggetti appartenuti a san Carlo Borromeo e al cardinale Federico, nonché tre monumenti sepolcrali di personaggi della casata. Nel 1522 lo scultore rinascimentale Agostino busti detto il Bambaia eseguì il monumento Birago nella cappella dove lo ammirò tra gli altri il Vasari all'interno di San Francesco grande a Milano. Quando venne distrutta nell'Ottocento, il monumento fu traslato sull'Isola Bella, insieme al Mausoleo di Giovanni Borromeo, commissionato nel 1444 da Vitaliano Borromeo ad Andrea e Filippo Solari, maestri scultori del ramo di Carona nel Canton Ticino.

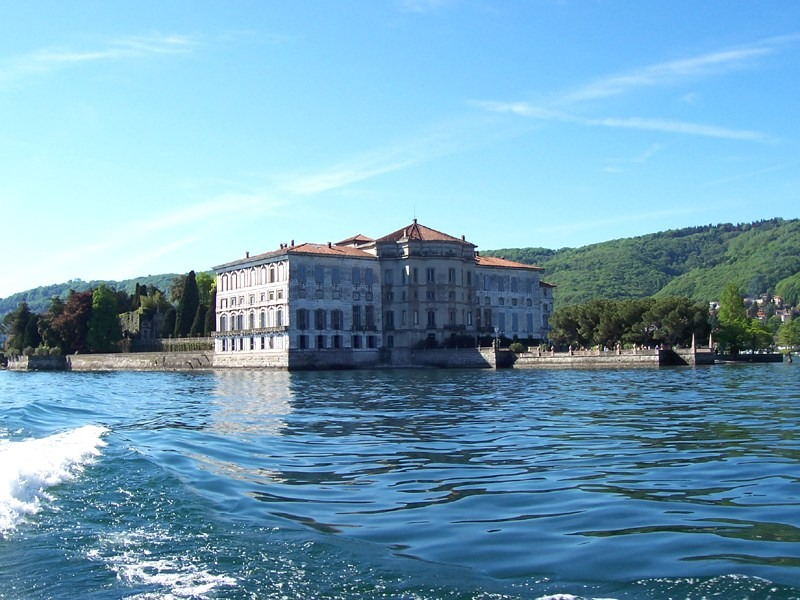
La facciata nord
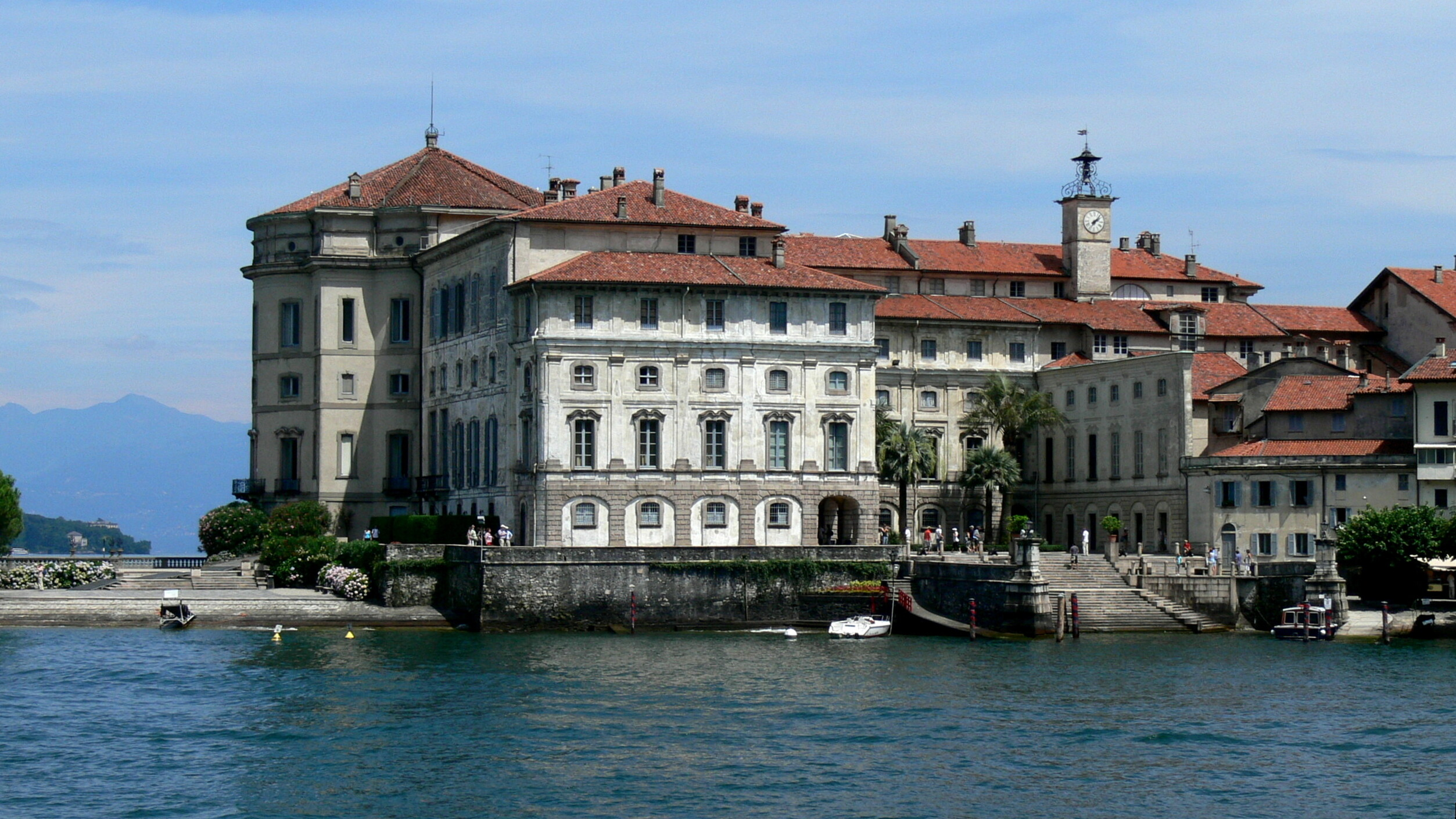
Lato ovest
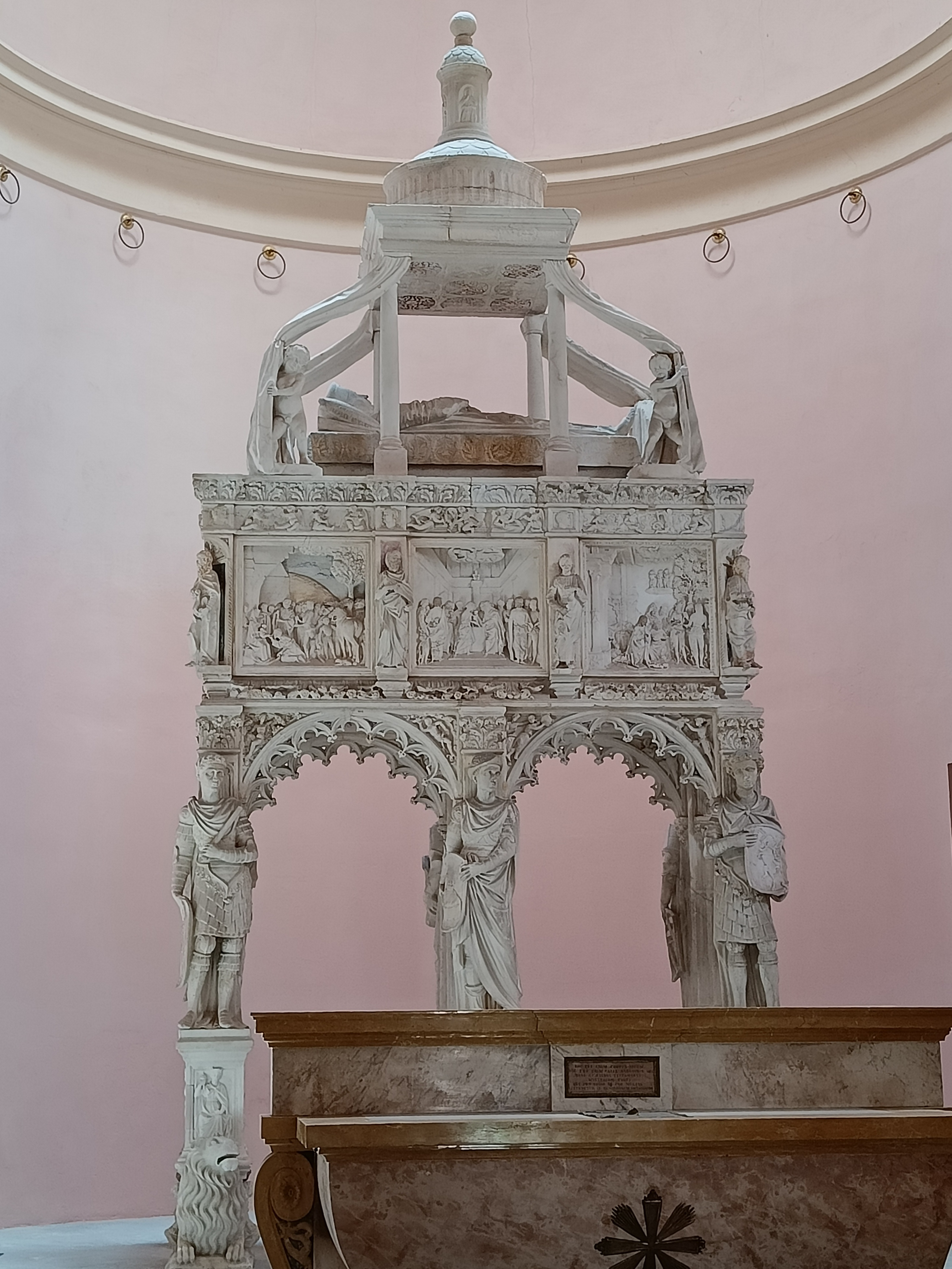
Monumento a Giovanni Borromeo, di Andrea e Filippo Solari, cappella di palazzo

Al primo piano, intorno al salone centrale si trovano sale decorate e arredate, tra cui la camera dove soggiornò Napoleone, la sala del Trono e la sala della Musica, dove si svolse la conferenza di Stresa. Gli ambienti interni del palazzo ospitano quadri di noti pittori, tra i quali Luca Giordano, Francesco Zuccarelli e Pieter Mulier, detto il Tempesta). Nella galleria degli Arazzi sono conservati arazzi fiamminghi cinquecenteschi con scene di animali simboleggianti la lotta tra il Bene e il Male. Nel 2008 è stata inoltre riaperta al pubblico anche la galleria dei Quadri (o del Generale Berhier), dove si conserva la collezione di pitture della famiglia, con opere di Raffaello, Correggio, Tiziano e Guido Reni, insieme alla sala della Regina e alla sala del Trono.
Al piano terra si aprono verso il giardino una serie di ambienti con decorazione a grotta, con motivi decorativi formati da ciottoli e piccoli sassi, progettati nel 1689 dall'architetto Filippo Cagnola.

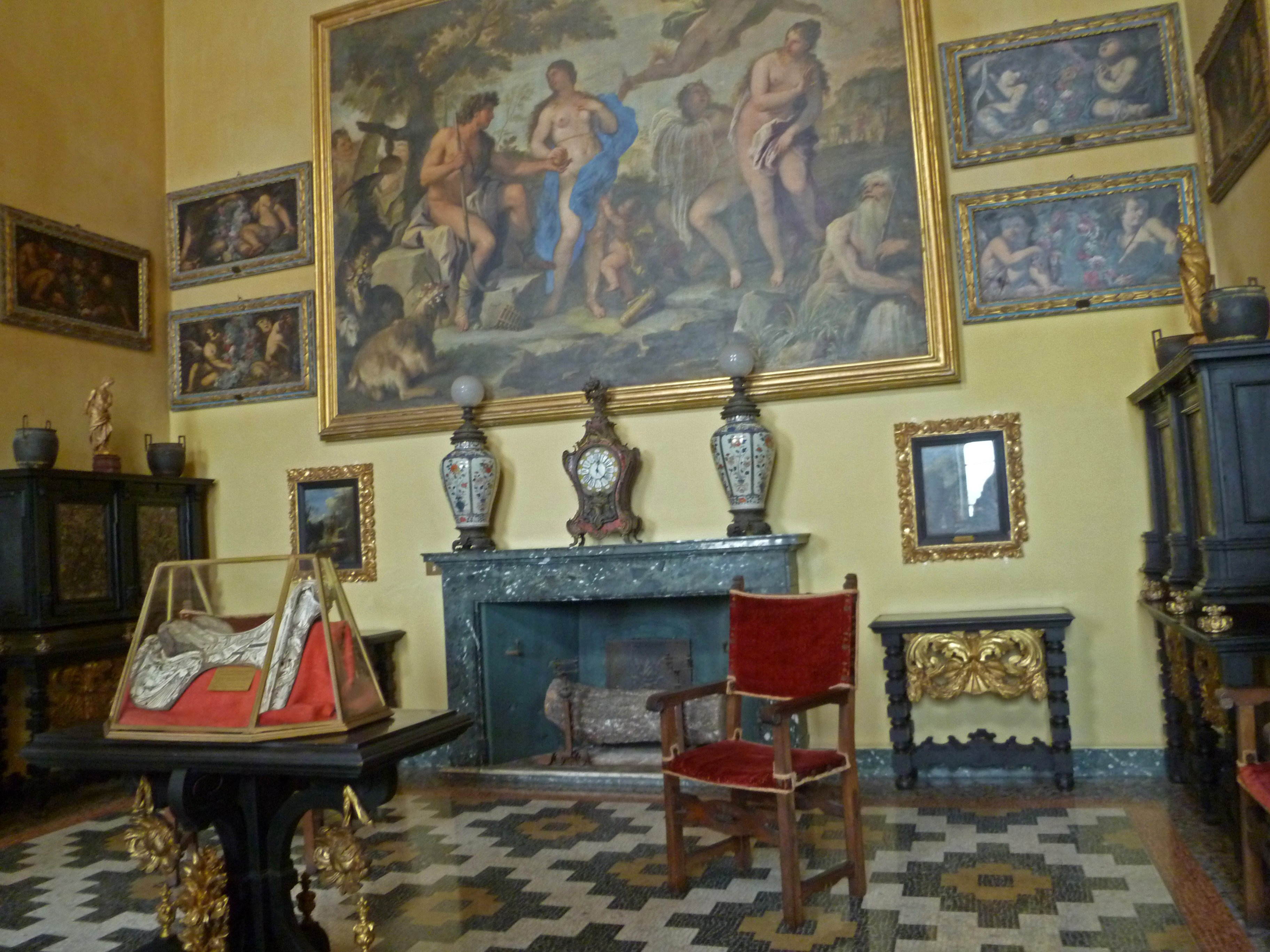
La stanza di Luca Giordano
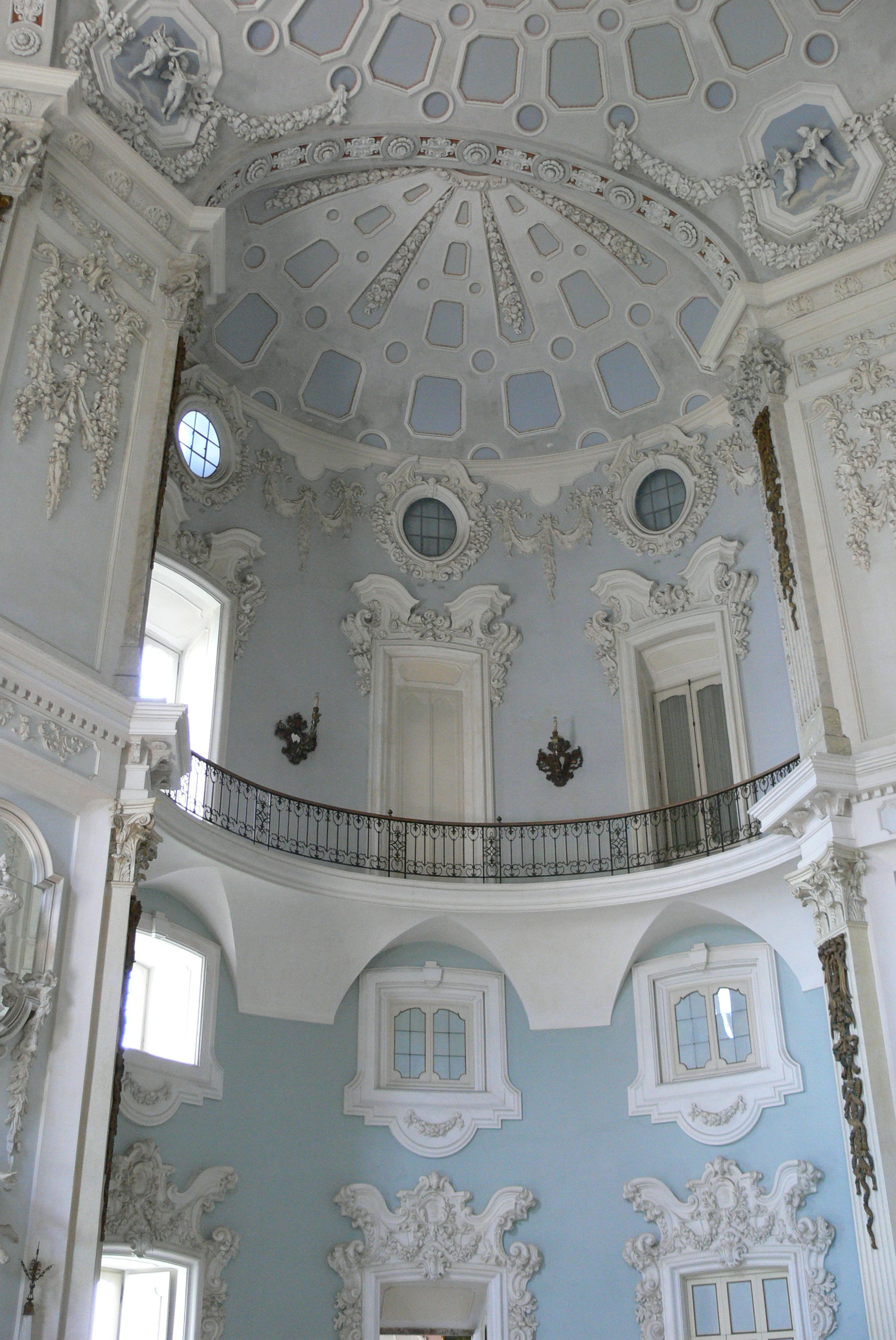
Salone centrale
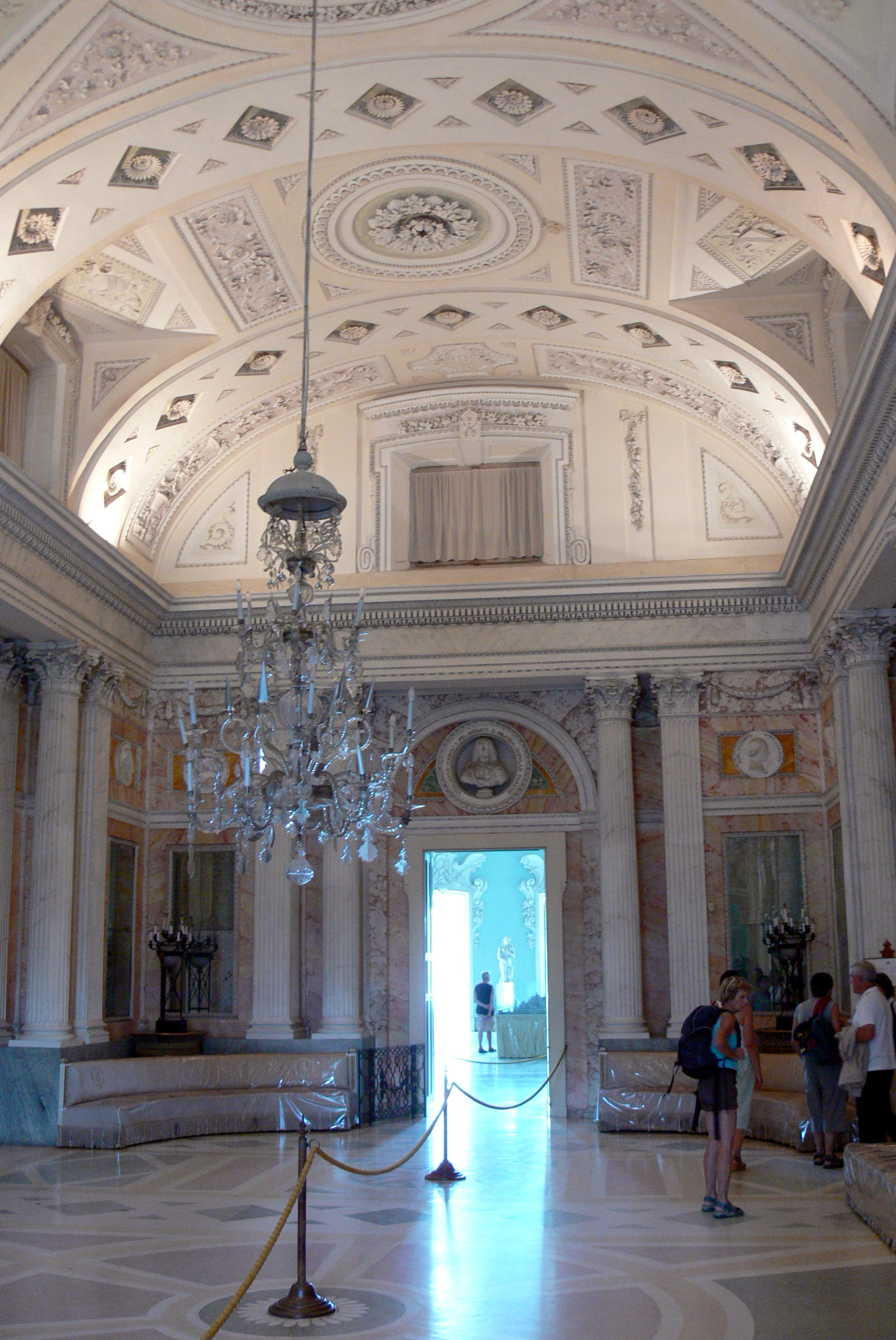
Sala da ballo
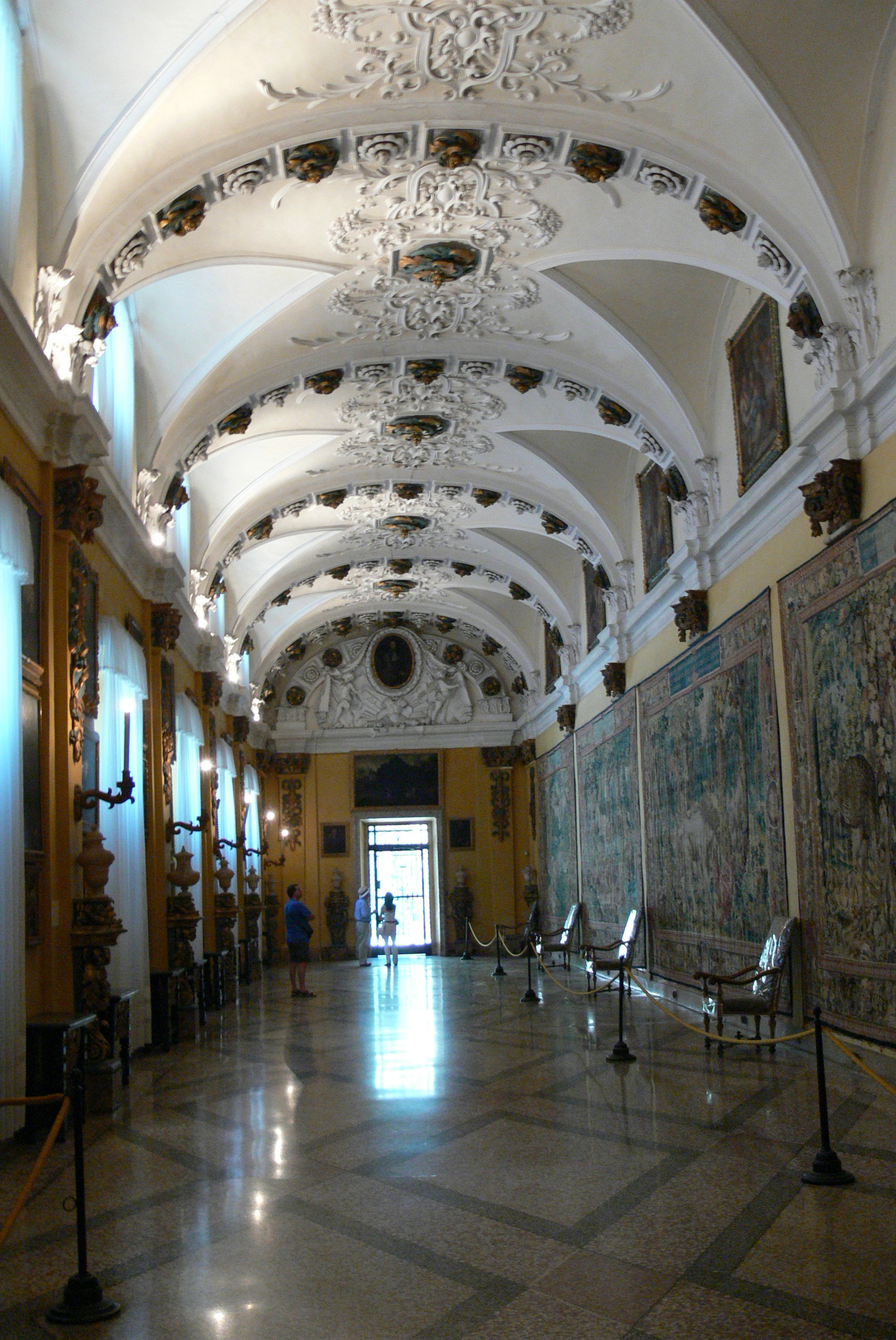
Galleria degli arazzi
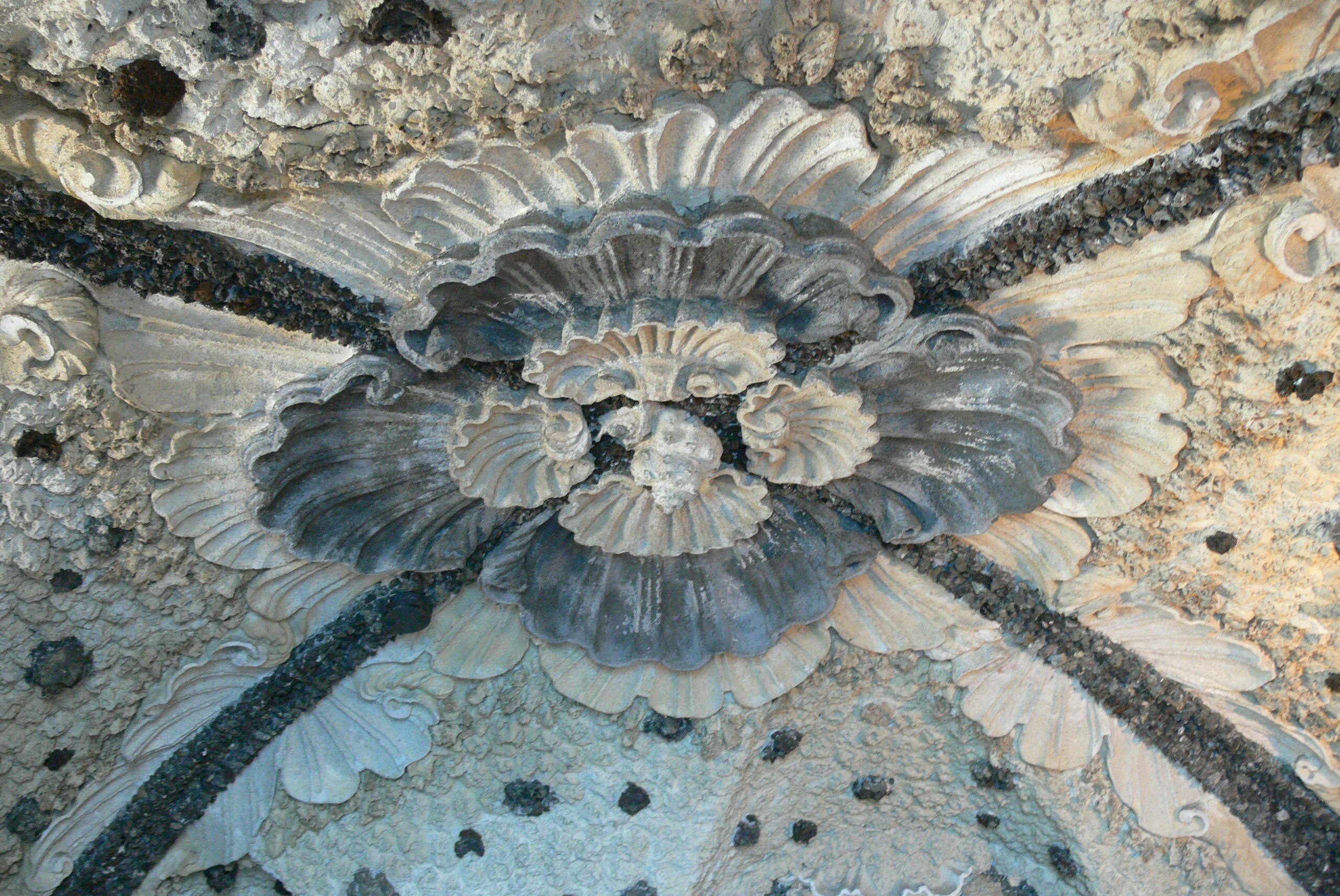
Decorazione delle "grotte" al piano terra

### Giardini
Si accede ai giardini per mezzo dell'"atrio di Diana", uno spazio aperto a pianta poligonale chiuso sul fondo da una nicchia con statua della Dea, ai cui lati partono due scalinate ricurve: la pianta e la disimmetria nascosta delle due scalinate nascondono il disassamento tra palazzo e giardini.
Da qui si passa al "piano della Canfora", così detto per un monumentale albero di Cinnamomum camphora, impiantato nel 1820. In sei aiuole disposte simmetricamente sono ospitate numerose piante esotiche.
Sul lato meridionale il piano della Canfora è dominato dal "Teatro massimo", articolato in tre esedre sovrapposte e caratterizzato da numerose statue. Alcune scale conducono alla terrazza superiore, mentre i lati digradano con quattro gradinate a stretti ripiani, a forma di piramide.
Verso sud si trova il "giardino Quadro", sistemato con una vasca centrale e aiuole simmetriche decorate da siepi in bosso. All'angolo sud-est il "giardino Triangolo" a livello inferiore, e il "ripiano ad est". Sul lato nord-est si ammira il "giardino privato".

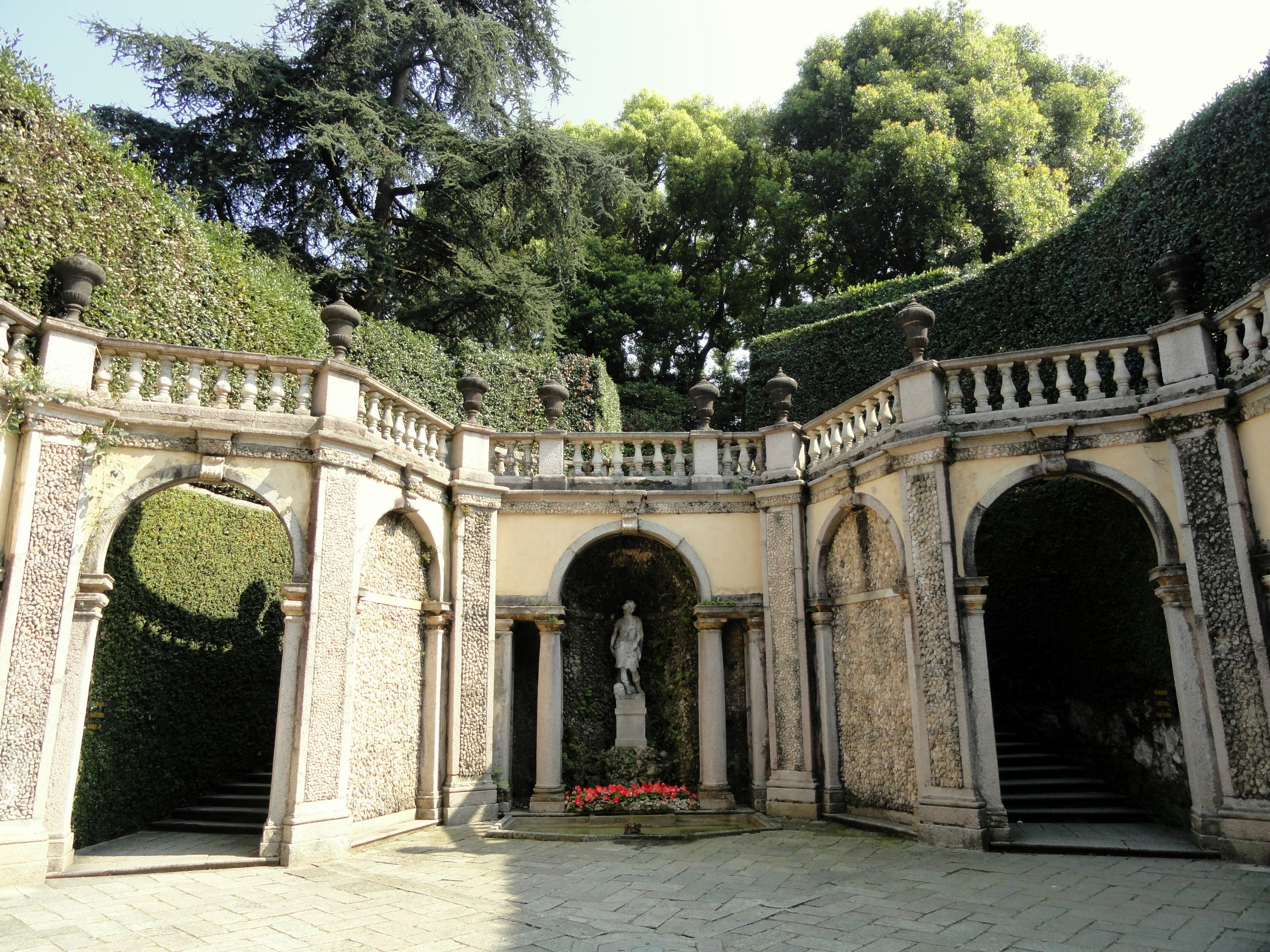
Atrio di Diana
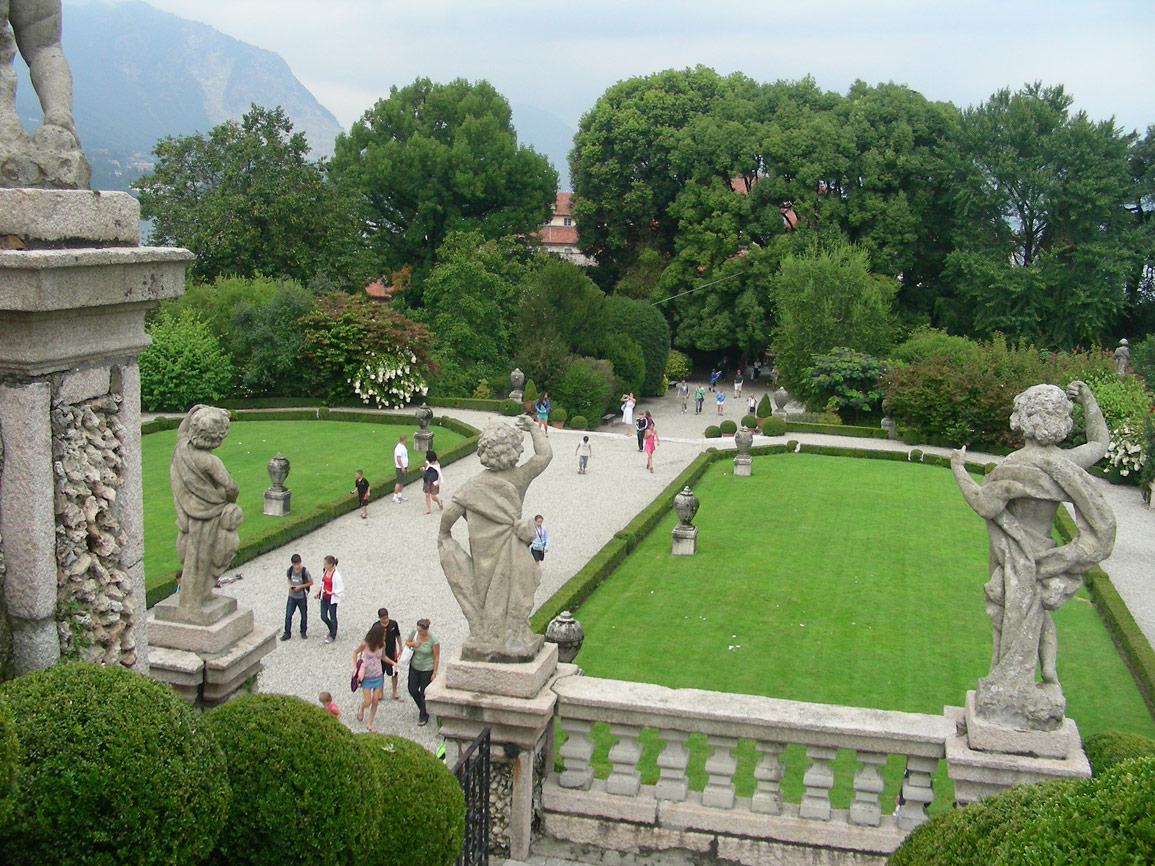
Piano della canfora, visto dal Teatro massimo. Sullo sfondo il secolare albero di canfora
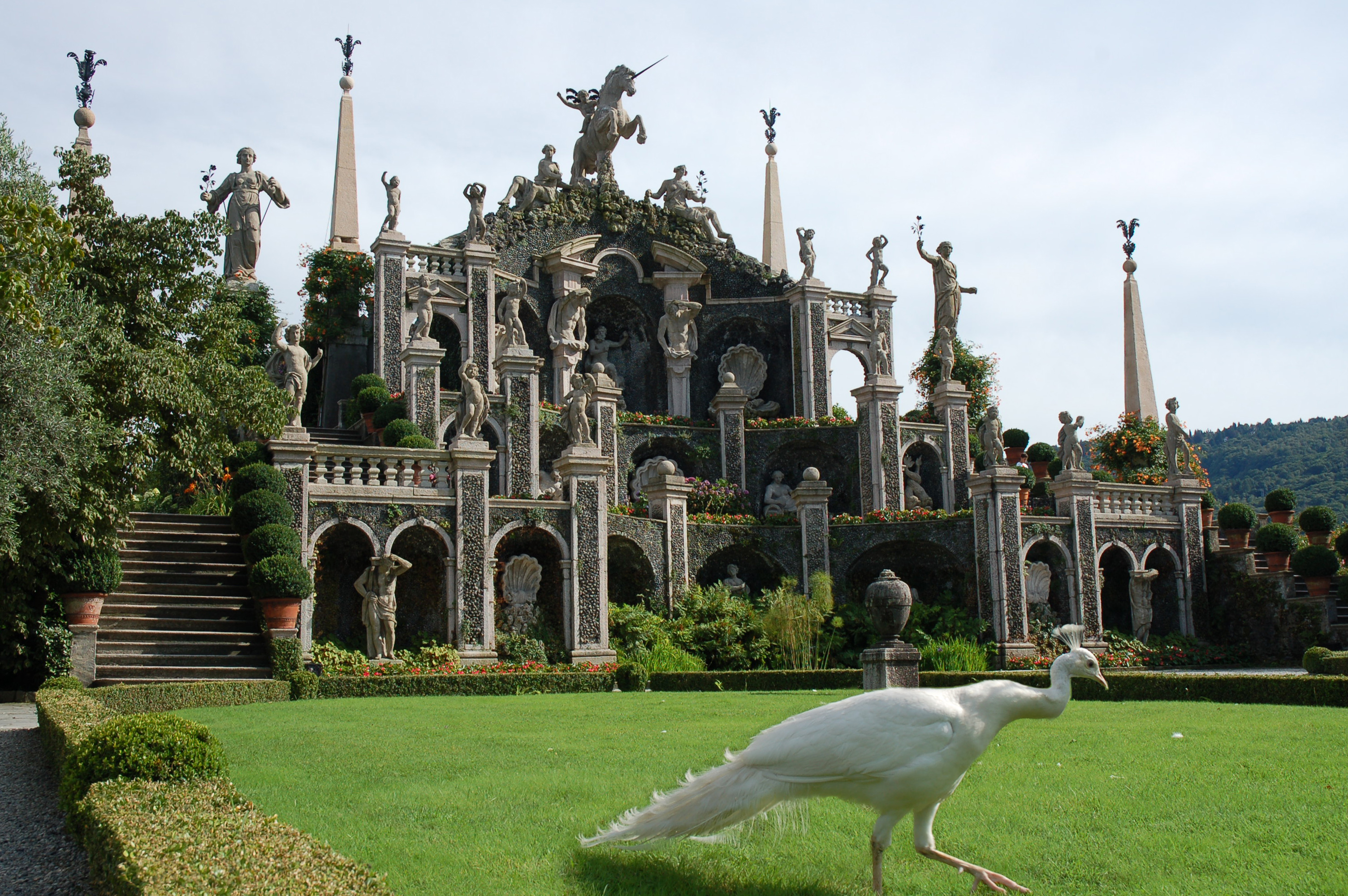
Teatro massimo
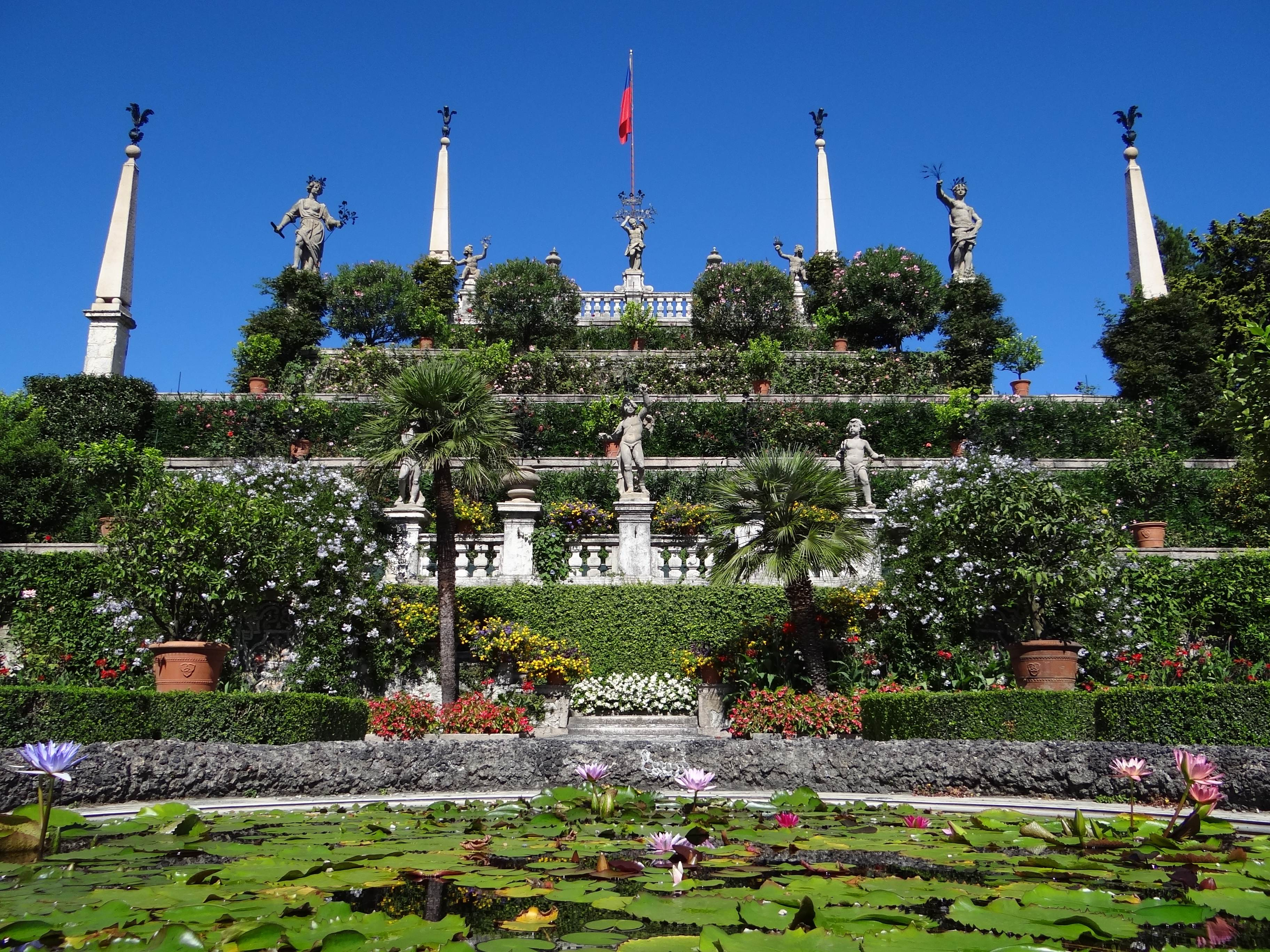
Lato sud della "piramide"
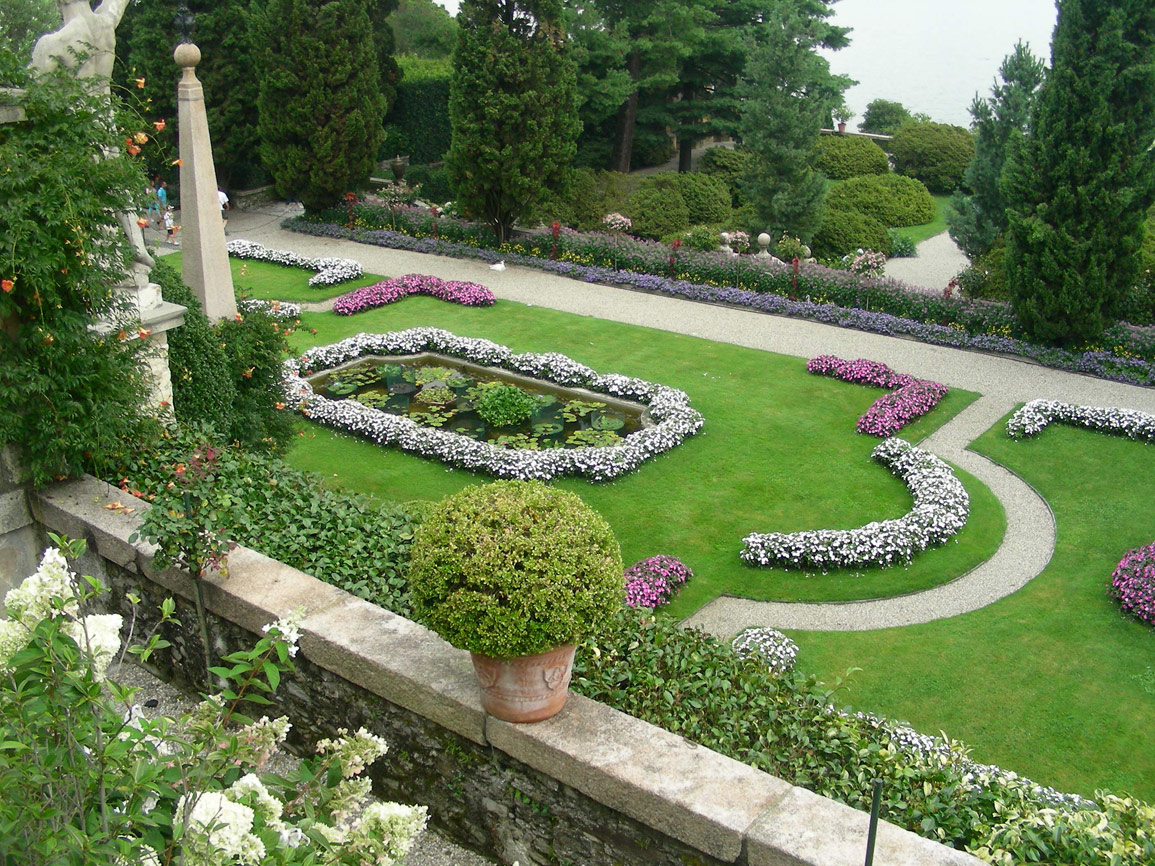
Ripiano est
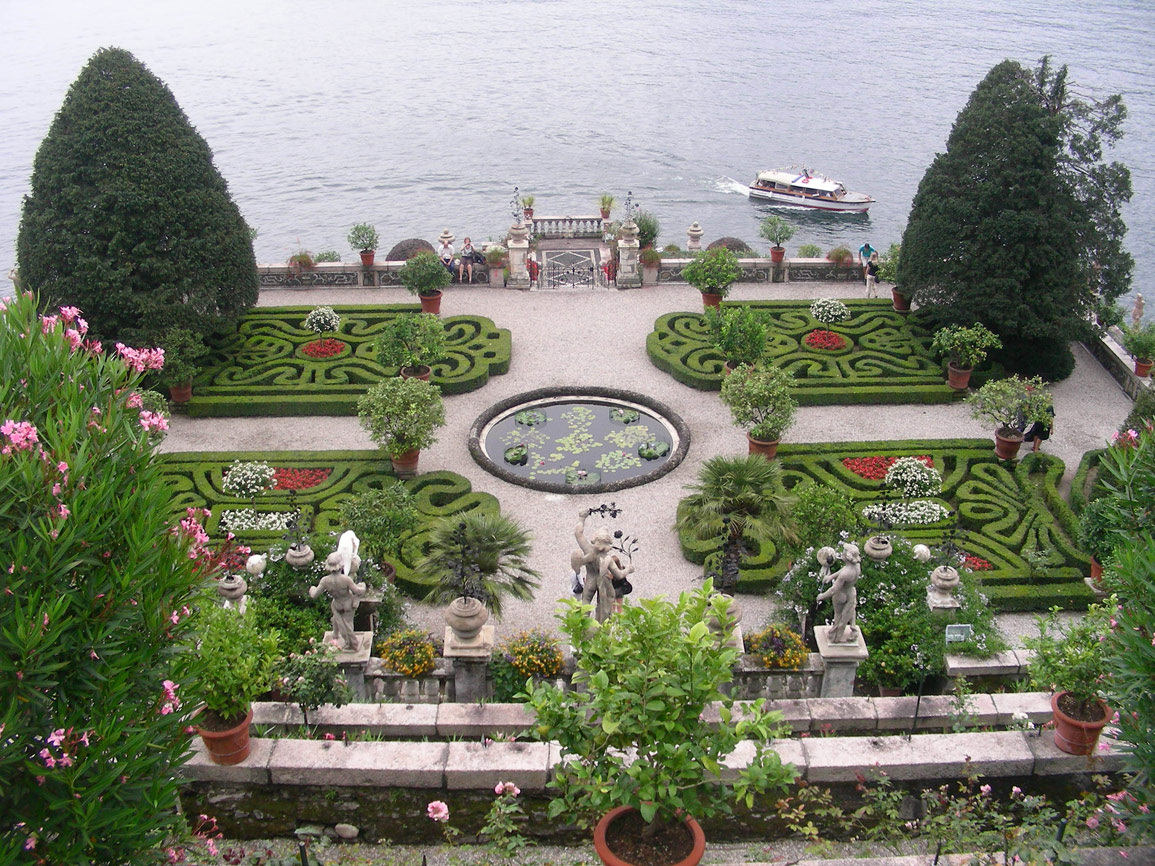
Giardino quadro
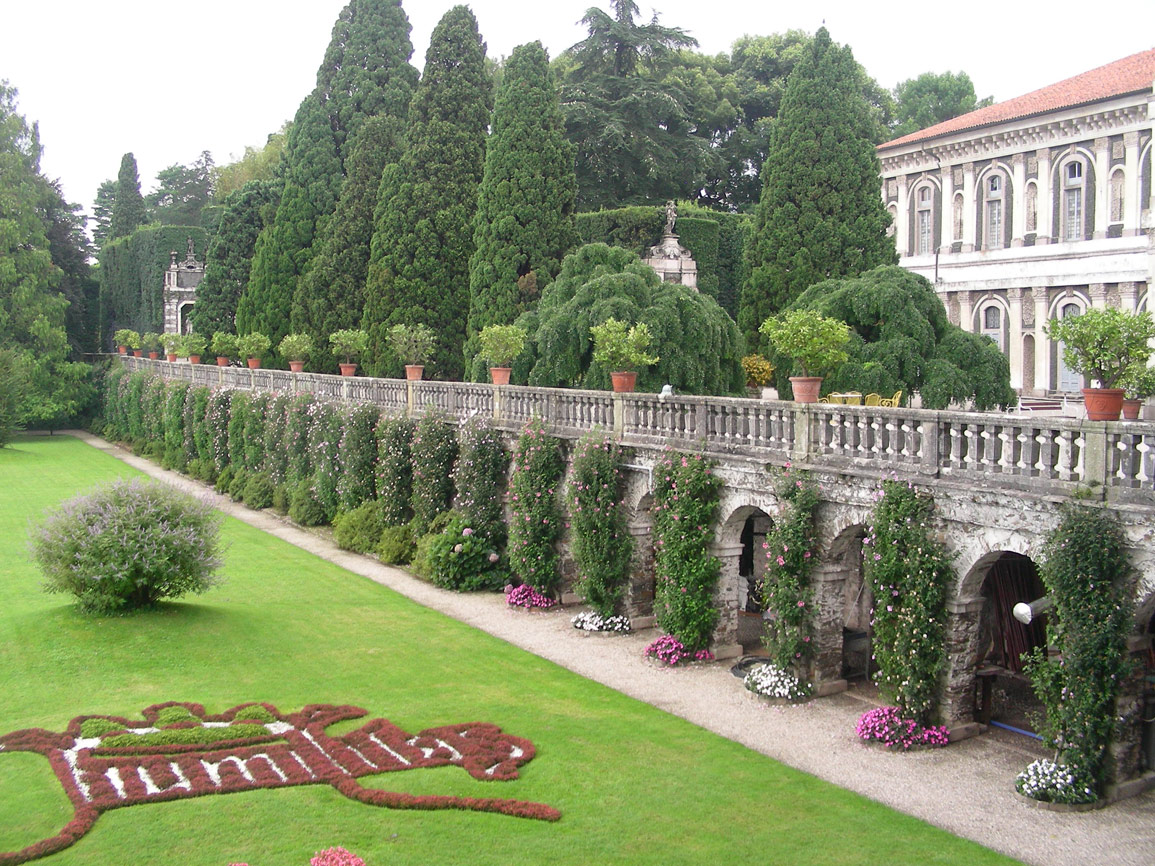
Giardino privato
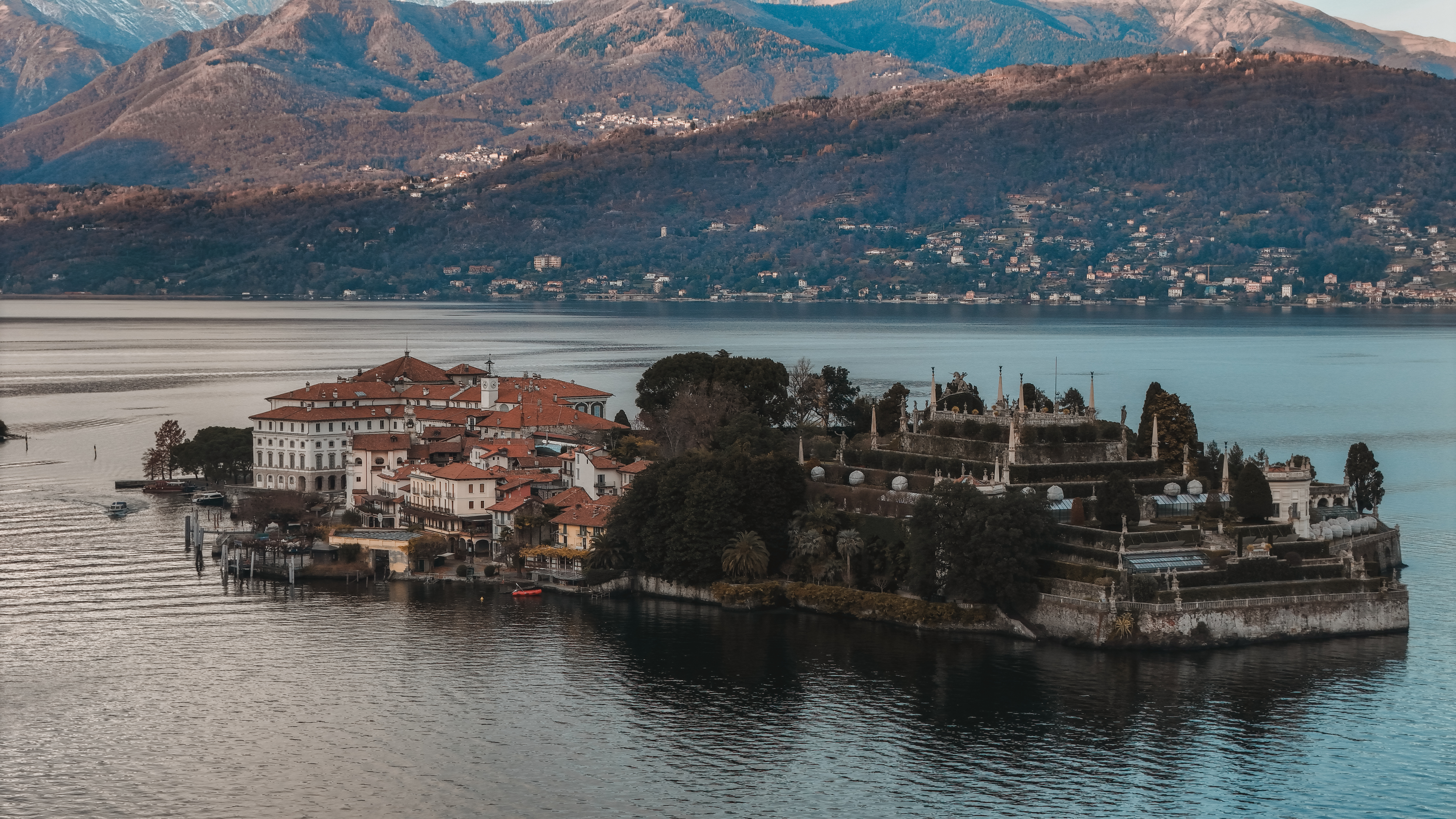
Il palazzo e i giardini visti da ovest